# Communauté ecclésiale de base
Les communautés ecclésiales de base sont un concept de cellule d'Église lancé dans les années 1950 en Amérique latine, puis très fortement développé durant la décennie suivante, dans la suite immédiate du concile Vatican II.
Inspirées notamment de la théologie de la libération, elles connaissent un important succès dans les années 1970 et 1980, avant de rencontrer des difficultés.

## Terminologie
Le terme de « base » est employé d'une part pour signifier que ces communautés sont avant tout des communautés de laïcs ; les clercs qui y sont associés n'assurent pas un rôle de conduite ni de direction, mais plutôt d'animation et bien sûr de célébration des sacrements. Par ailleurs, le terme « base » veut signifier également que ces communautés s'adressent en priorité aux pauvres et aux exclus.

## Historique

### Débuts informels au Brésil
Au cours des années 1950, au Brésil, des petits groupes de chrétiens et de chrétiennes se rassemblent spontanément autour d’une lecture populaire de la Bible et d’une célébration de la foi indissociable d’un engagement pour la justice. Ces réunions constituent le premier jalon des communautés ecclésiales de base.
L’accent n’y est pas mis sur l’Église, ni même sur Jésus, mais sur la Bonne Nouvelle annoncée aux pauvres, par opposition aux inégalités criantes de la société latino-américaine. La conception du pouvoir est remise en cause, avec une recherche d'une société s’affranchissant de toute domination et dans laquelle la participation, la solidarité, l’égalité dans la pluralité ont une place centrale.

### Reconnaissance ecclésiale
La deuxième session du Conseil épiscopal latino-américain, celle de Medellín, en 1968, reconnaît le caractère fondamental des communautés ecclésiales de base pour la vie de l’Église.
Une des particularités de cette conférence est le choix fait de ne pas appliquer les dogmes conciliaires de Vatican II, mais à les mettre en perspective à la lumière du contexte latino-américain des années 1960. Ainsi, les communautés ecclésiales de base ne sont pas considérées comme « mouvements » ni « associations » mais comme des Églises en miniature, portant tous les éléments de la structure universelle de l’Église.

### Déploiement et retours d'expérience
Au cours des années 1970 et 1980, le modèles des communautés ecclésiales de base se répand en Afrique.
La conférence de Puebla des évêques latino-américains juge de manière extrêmement positive les évolutions des communautés ecclésiales de base onze ans après leur reconnaissance officielle, et les encourage vivement. Toutefois l'orientation de certaines communautés vers des positions plus politiques qu'ecclésiales suscite la méfiance et justifie une demande de discernement de la part des évêques. Óscar Romero, dans son homélie du 20 janvier 1980, met en garde les communautés ecclésiales de base contre une politisation excessive.
Jean-Paul II encourage également les communautés ecclésiales de base, notamment dans son encyclique Redemptoris missio de 1990, où il écrit : « les communautés ecclésiales de base offrent de bons résultats, comme les centres de formation chrétienne et d’irradiation missionnaire ».

### Crise
Après les années 1980, un certain nombre d'évêques d'Amérique latine sont plus conservateurs et moins enclins à laisser une totale liberté aux communautés ecclésiales de base ; certains s'efforcent de les assimiler à des paroisses traditionnelles afin d'y favoriser des pratiques plus spirituelles et moins révolutionnaires. En ce qui concerne les papes Jean-Paul II et Benoît XVI, tous deux choisissent comme acteurs ecclésiaux des mouvements spiritualistes en qui ils reconnaissent des fruits du printemps ecclésial annoncé par le concile Vatican II. Les communautés ecclésiales de base s'investissant davantage dans les aspects matériels et moins dans les questions spirituelles, elles sont moins mises en avant lors de ces deux pontificats.
Les nombreuses dictatures sud-américaines qui prennent le pouvoir au cours de cette décennie sont en outre très hostiles aux communautés ecclésiales de base.

### Renouveau sous le pontificat de François
Le pontificat de François, qui débute en 2013, est plus favorable aux communauté ecclésiales de base. Tout d'abord, le pape est lui-même d'origine sud-américaine, et meilleur connaisseur de cette réalité de terrain. D'autre part, dans ses encycliques Laudato si' et Fratelli tutti, il prône une fraternité humaine qui respecte à la fois un tissu social de proximité et une empathie avec l'environnement. Dans sa vision, exprimée plus particulièrement dans le cadre amazonien dans Querida Amazonia, « Les communautés de base, quand elles ont su intégrer la défense des droits sociaux à l’annonce missionnaire et à la spiritualité, ont été de vraies expériences de synodalité dans le cheminement d’évangélisation de l’Église en Amazonie ».
Cette mise en avant est analysée comme pouvant être étendue à de nombreuses autres zones du monde, notamment l'ensemble de l'Amérique du Sud, l'Afrique et l'Asie, et que l'Église dont rêve le pape François est déjà à l'œuvre dans les paroisses ou les communautés ecclésiales de base sont actives.